# Atenizus laticeps
Atenizus laticeps är en skalbaggsart som beskrevs av Bates 1867. Atenizus laticeps ingår i släktet Atenizus och familjen långhorningar.
Artens utbredningsområde är:
- El Salvador.
- Honduras.

Inga underarter finns listade.